# Phrurolithus nemoralis
Phrurolithus nemoralis är en spindelart som beskrevs av Bryant 1940. Phrurolithus nemoralis ingår i släktet Phrurolithus och familjen flinkspindlar.
Artens utbredningsområde är Kuba. Inga underarter finns listade i Catalogue of Life.